# Phyllanthus brandegeei
Phyllanthus brandegeei là một loài thực vật có hoa trong họ Diệp hạ châu. Loài này được Millsp. miêu tả khoa học đầu tiên năm 1889.